# Miroslav Čiž
Miroslav Čiž (Banská Štiavnica, 11 de fevereiro de 1954 – 29 de dezembro de 2022) foi um político eslovaco que serviu como eurodeputado de 2019 até sua morte. Também ocupou o cargo de membro do Conselho Nacional.

## Incidente da perna de frango
O incidente com a perna de frango aconteceu no dia 18 de junho de 2019, na cantina do Conselho Nacional. A cantina tem uma ementa composta por refeições variadas, à escolha dos deputados. Depois de votar no parlamento, aproximadamente às 14h, Čiž pediu ao cozinheiro que servisse uma coxa de frango do menu. O cozinheiro disse-lhe que a cantina estava sem coxas de frango e ofereceu-lhe que escolhesse entre as restantes refeições disponíveis. De acordo com outro deputado que estava por ali naquele momento, Oto Žarnay, Čiž começou a gritar com o cozinheiro por não ter pernas de frango. Passado algum tempo, perguntou pelo chefe da cantina. Čiž então gritou com ele também e finalmente ameaçou o chef de que ele garantiria que ele fosse demitido.